# ツクルバ
株式会社ツクルバ（英: TSUKURUBA Inc.）は、東京都目黒区に本社を置き、ITを活用した中古・リノベーション住宅の流通プラットフォーム「cowcamo（カウカモ）」事業などを行う日本の企業。

## 概要
コスモスイニシア（旧リクルートコスモス）の同期で知り合った村上浩輝と中村真広が2011年に東京・渋谷で共同創業。創業当初はデザインの受託事業とコワーキングスペースの企画・運営が中心だったが、2015年に現在の中核事業となる中古・リノベーション住宅の流通プラットフォーム「cowcamo（カウカモ）」のサービス提供を開始し、2022年4月時点で会員数35万人、年間利用者数240万人。2022年にはカウカモの姉妹サービスとして、「ウルカモ」をサービス提供開始した。

## 沿革
- 2011年 - 村上浩輝と中村真広が創業[5]。
- 2011年 - 東京都渋谷区にコワーキングスペース「co-ba shibuya」を開業。[6]
- 2015年 - ITを活用したリノベーション・中古住宅の流通プラットフォーム「cowcamo」を公開、オンラインメディア「cowcamo magazine」の提供を開始。[7]。
- 2016年 - 「cowcamo」がソフトウエア・サービス・システム部門にてグッドデザイン賞を受賞[8]。
- 2017年 - 「cowcamo」のiOSアプリを公開[9]。
- 2018年 - 「cowcamo」のAndroidアプリを公開、「Google Play ベスト オブ 2018」優秀賞を受賞[10]。
- 2019年 - 東京証券取引所マザーズ（現：グロース）に上場。
- 2020年 - 株式会社丸井グループと資本業務提携契約を締結[11]。
- 2021年 - 株式会社マネーフォワードと業務提携契約を締結[12]。
- 2021年 - 共同代表制から、村上浩輝 代表取締役CEO体制に経営体制を変更[13]。
- 2022年 - 「ウルカモ」サービス提供開始[4]。
- 2022年 - 丸井グループとリノベ賃貸マンションブランド「co-coono 」を設立[14]。
- 2022年 - マネーフォワードと「マネーフォワード 住まい」サービス提供開始[15]。